# Hoffman-Nunatakker
Die Hoffman-Nunatakker sind Nunatakker an der Oskar-II.-Küste des Grahamlands im Norden der Antarktischen Halbinsel. An der Basis der Jason-Halbinsel ragen sie südöstlich des Medea Dome auf.
Argentinische Wissenschaftler benannten sie. Der weitere Benennungshintergrund ist nicht überliefert.